# Érckövy László
Érckövy László, született: Érczkövi Nándor László, névváltozatai: Érczkövy, Érczkövi, Érckövi (Arad, 1900. június 26. – ?, 1950 után) magyar színész, bonviván, komikus.

## Élete
Érczkövy Károly (1870–1947) és Lányi Szidi (Szidónia, ?–1920) színészek fia. Mint tartalékos hadnagy részt vett az első világháborúban és magatartásáért a bronz és kisezüst vitézségi érmet és a Károly-csapatkeresztet kapta meg. 
1920. május 22-én Egerben házasságot kötött Vollenweider Józsa Franciskával. Második (?) felesége vagy jegyese volt Horváth Ica (1915–?) színművész, szubrett.
Középiskoláinak elvégzése után vidéki városokban színészkedett, 1921-től fővárosi színpadoknak volt tagja. Palágyi Lajos segítségével 1922-ben Szegeden lépett fel először. 1923-ban Budapestre a Városi Színházhoz került. 1930-ban a Bethlen téri Színpadhoz szerződött. 1939-től 1941-ig a Goldmark-teremben kabarékban szerepelt. 1941-ben OMIKE keretében játszott. 1947-ben a Kamara Varieté színpadán lépett fel, egy tatai magyarnóta-esten pedig Sárdy János műsora előtt szórakoztatta közönséget és konferálta az énekest. A rádióstúdiónak és a külföldi gramofontársaságoknak is tagja volt. 
1948-ban hírül adták, hogy Szomory Dezső hagyatékának – könyvtárának és egyéb értékeinek – örököse Érckövy László színész. Utolsó ismert hír a fellépéséről 1950-ben jelent meg: Magyar Erzsivel közös "tarka-estje" a szegedi Hungáriában (feltehetően a Hungária szállóban). Későbbi sorsa, így halálának időpontja is ismeretlen.

## Színházi szerepei
A Színházi adattárban regisztrált bemutatóinak száma Érczkövi László néven 2, Érczkövy László néven 1, Érckövy László néven 1.
| - Kornyejcsuk: Csillagtárna (Filip Szemenenko) (Érczkövi László néven) - Földes Mihály: Mélyszántás (Forinyák) (Érczkövi László néven) - Moss Hat–George Kaufman: Így élni jó! (Donald) (Érczkövy László néven) - Alexandre Bisson: Hazudik a nő (Leteier) (Érckövy László néven) | - Huszka Jenő: Bob herceg (Plumpudding) - Engel–Stein: Asszonykám (Tihamér) - Csepreghy Ferenc: A sárga csikó (Ferke) - Hervé: Nebáncsvirág (Celestin) |

## Diszkográfia
- Kemény Egon: Ma éjjel CD (Válogatás az Országos Széchényi Könyvtár Kemény Egon-gramofonfelvételeiből 1927-1947) Szerenád Média Kft., 2021. www.kemenyegon.hu
  - Kemény Egon – Harmath Imre: Sokadika van (1928, foxtrott), Érczkövy László
  - Kemény Egon – Harmath Imre: Békebeli bakanóta (1928, charleston), Érczkövy László, a Városi színház tagja

## Díjai
- Bronz és Kisezüst Vitézségi Érem
- Károly-csapatkereszt